# 어느 가족
《어느 가족》(일본어: 万引き家族 만비키 카조쿠[*])은 2018년 공개된 일본의 영화이다. 고레에다 히로카즈가 감독, 제작, 편집을 맡았다. 도쿄의 변두리를 무대로 할머니의 연금과 사소한 도둑질로 생계를 꾸린 가난한 일가를 주인공으로 한 이야기이다. 부모의 사망 신고를 하지 않고 연금을 부정하게 받아 생활하던 한 가족의 실제 사건을 바탕으로 하였다.
제71회 칸 국제 영화제에서 황금종려상을 수상했다.

## 줄거리
도쿄에서 가난하게 살아가는 어느 가족이 있다. 발목이 부러져 일을 나가지 못하게 된 일용직 노동자 오사무, 세탁업체에서 일하는 그의 아내 노부요, 호스티스 바에서 일하는 아가씨 아키, 남자아이 쇼타, 집주인이자 죽은 남편의 연금으로 가족을 지탱하는 노부인 하츠에가 그들이다.
오사무와 쇼타는 자주 가게에서 물건을 훔친다. 오사무는 아직 팔리지 않은 물건은 누구의 것도 아니니까 훔쳐도 괜찮다고 쇼타에게 말한다. 어느 추운 밤, 두 사람은 아파트 발코니에 자주 내쫓겨 있는 어린 여자아이 유리와 마주친다. 둘은 유리에게 저녁을 먹이려고 집으로 데리고 오지만 아동 학대의 흔적을 발견하곤 집에 돌려보내지 않기로 한다.
유리는 새로운 가족과 정을 쌓고 오사무와 쇼타에게 도둑질을 배운다. 오사무는 쇼타에게 자기를 아버지라 여기고 유리를 여동생으로 여기라고 부탁하지만 쇼타는 선뜻 그러지 못한다. 가족들은 텔레비전을 보고 경찰이 유리의 실종을 조사하고 있음을 알게 된다. 그들은 유리의 머리를 깎고 입고 있던 옷을 불태우며 ‘린’이라는 새 이름을 붙여 준다.
하츠에는 남편이 다른 여자와의 불륜으로 낳은 아들을 찾아간다. 하츠에는 그에게서 정기적으로 돈을 받고 있다. 그와 그의 부인은 아키의 부모님으로, 아키가 호주에서 살고 있는 줄 안다. 가족들과 놀러 간 바닷가에서 하츠에는 혼자 죽지 않게 되어 다행이라고 생각한다. 집에 돌아온 하츠에는 잠자다가 죽는다. 오사무와 노부요는 하츠에의 죽음을 신고하지 않은 채 시신을 집에다 묻고 계속해서 연금을 받아서 쓴다.
오사무는 자동차 창문을 깨고 가방을 훔친다. 쇼타는 이 도둑질이 옳지 않다고 느껴 마음이 불편하다. 쇼타는 오사무와 노부요가 잠긴 자동차 안에서 자기를 꺼내 데려왔던 때를 떠올린다. 유리에게 도둑질을 가르치는 데 죄책감을 느낀 쇼타는 가게에서 유리의 도둑질을 가로막고 직원이 보는 앞에서 과일을 훔쳐 달아난다. 궁지에 몰린 쇼타는 난간에서 뛰어내려 다리가 부러진다.
쇼타는 병원에 입원한다. 오사무와 노부요는 경찰의 의심을 사서 유리와 아키를 데리고 도망치려다 붙잡힌다. 당국은 유리를 발견하고 하츠에의 죽음을 알게 되며, 가족들이 쇼타를 버리고 떠나려 했다고 쇼타에게 말한다. 또 오사무와 노부요가 과거에 노부요를 학대하던 남편을 죽였으며, 하츠에는 아키의 부모로부터 돈을 받고 있었다는 사실을 아키에게 알린다.
노부요는 모든 죄를 덮어쓰고 감옥살이를 하게 된다. 쇼타는 고아원에 들어간다. 오사무와 쇼타가 면회를 간 자리에서, 노부요는 쇼타가 원한다면 친부모를 찾을 수 있도록 쇼타를 발견했던 자동차가 어떤 것이었는지 알려 준다. 쇼타는 고아원의 규칙을 어기고 오사무와 하룻밤을 보낸다. 오사무는 가족들이 쇼타를 버리고 떠나려고 했던 게 맞다며 자신은 더 이상 쇼타의 아빠가 될 수 없다고 말한다. 다음날 아침 떠나는 길에 쇼타는 자기가 일부러 잡힌 거라고 말한다. 오사무는 처절하게 쇼타가 탄 버스를 뒤쫓는다. 쇼타는 뒤를 돌아보고는 마침내 오사무를 아빠라고 부른다. 유리는 또다시 자기를 방치하는 친부모의 곁으로 돌아간다. 발코니에 선 유리는 거리를 내다보더니 무언가를 보고 눈을 동그랗게 뜬다.

## 출연진
- 릴리 프랭키 - 시바타 오사무 역
- 안도 사쿠라 - 시바타 노부요 역
- 마츠오카 마유 - 시바타 아키 역
- 키키 키린 - 시바타 하츠에 역
- 조 카이리 - 시바타 쇼타 역
- 사사키 미유 - 유리 역
- 이케마츠 소스케 - 4번 남 역
- 오가타 나오토 - 시바타 유즈루 역
- 모리구치 요코 - 시바타 요코 역
- 야마다 유키 - 호조 야스 역
- 카타야마 모에미 - 호조 노조미 역
- 코라 켄고 - 마에조노 타쿠미 역
- 이케와키 치즈루 - 미야베 키에 역
- 에모토 아키라 - 카와도 요리츠구 역